# Parascyllium variolatum
Parascyllium variolatum is een vissensoort uit de familie van de tapijthaaien (Parascylliidae). De wetenschappelijke naam van de soort is voor het eerst geldig gepubliceerd in 1853 door Duméril.